# Ignacio Méndez de Vigo y Valdés Miranda
Ignacio Méndez de Vigo y Valdés Miranda fue un político español.

## Reseña biográfica
En 1856 fue gobernador de la provincia de Ávila.
En 1856 fue gobernador de la provincia de León.
Gobernador de la provincia de Córdoba hasta 1858.
En 1858 fue gobernador de la provincia de Zaragoza.
Del 12 de julio de 1858 al 07 de marzo de 1860 fue Presidente de la Diputación Provincial de Zaragoza.
En 1860 fue gobernador de la provincia de Cádiz.
Gobernador de la provincia de Granada en 1860.
Del 26 de noviembre de 1862 al 22 de marzo de 1863 fue Presidente de la Diputación Provincial de Zaragoza.
Fue Gobernador de la provincia de Zaragoza y se declaró cesante en 1863.
En 1866 fue gobernador de la provincia de Barcelona.
| Predecesor: Manuel de Cantín   | Presidente de la Diputación Provincial de Zaragoza 12 de julio de 1858 - 07 de marzo de 1860     | Sucesor: Jorge Barber |
| Predecesor: Pedro de Navascués | Presidente de la Diputación Provincial de Zaragoza 26 de noviembre de 1862 - 22 de marzo de 1863 | Sucesor: Jorge Barber |